# 瑞浪市立日吉中学校
瑞浪市立日吉中学校（みずなみしりつ ひよしちゅうがっこう）は、かつて岐阜県瑞浪市日吉町にあった公立中学校。

## 概要
- 日吉小学校の児童が進学していた。
- 2006年に日吉小学校の敷地内に移転。小中併設校となり、2006年4月から2019年3月までは日吉小中学校とも称した。
- 2019年に瑞浪市立瑞浪北中学校が新設[1]されるのに伴い、2019年3月31日に閉校された。閉校時の生徒数は44名。

## 沿革
- 1947年（昭和22年）4月 - 土岐郡日吉村に日吉村立日吉中学校として開校。日吉第一小学校、日吉第二小学校の校舎を仮校舎とし、分散授業。
- 1952年（昭和27年） - 新築（木造）移転[注釈 1]。
- 1954年（昭和29年）4月1日 - 瑞浪土岐町、稲津村、釜戸村、大湫村、日吉村、明世村（山野内、月吉、戸狩）、恵那郡陶町と合併し瑞浪市が発足。同時に瑞浪市立日吉中学校に改称する。
- 1972年（昭和47年） - 新校舎（鉄筋コンクリート造）が完成[注釈 2]。
- 1988年（昭和63年） - 体育館が完成。
- 2006年（平成18年） - 日吉小学校内に新築移転。小中併設となる[2][3][注釈 3]。
- 2019年（平成31年）
  - 3月16日 - 閉校式。
  - 3月31日 - 閉校。

## その他
- 2006年までの日吉中学校の所在地は岐阜県瑞浪市日吉町2674-1。体育館、武道場（1988年完成）は現存し、瑞浪市民日吉体育館に転用されている。
- 閉校後、校舎は改修され、2019年（令和元年）12月24日より日吉小学校校舎として使用されている。
- 校歌は「ふるさと日吉の歌」と改称し、歌われている[4]。